# Mariebergsparken

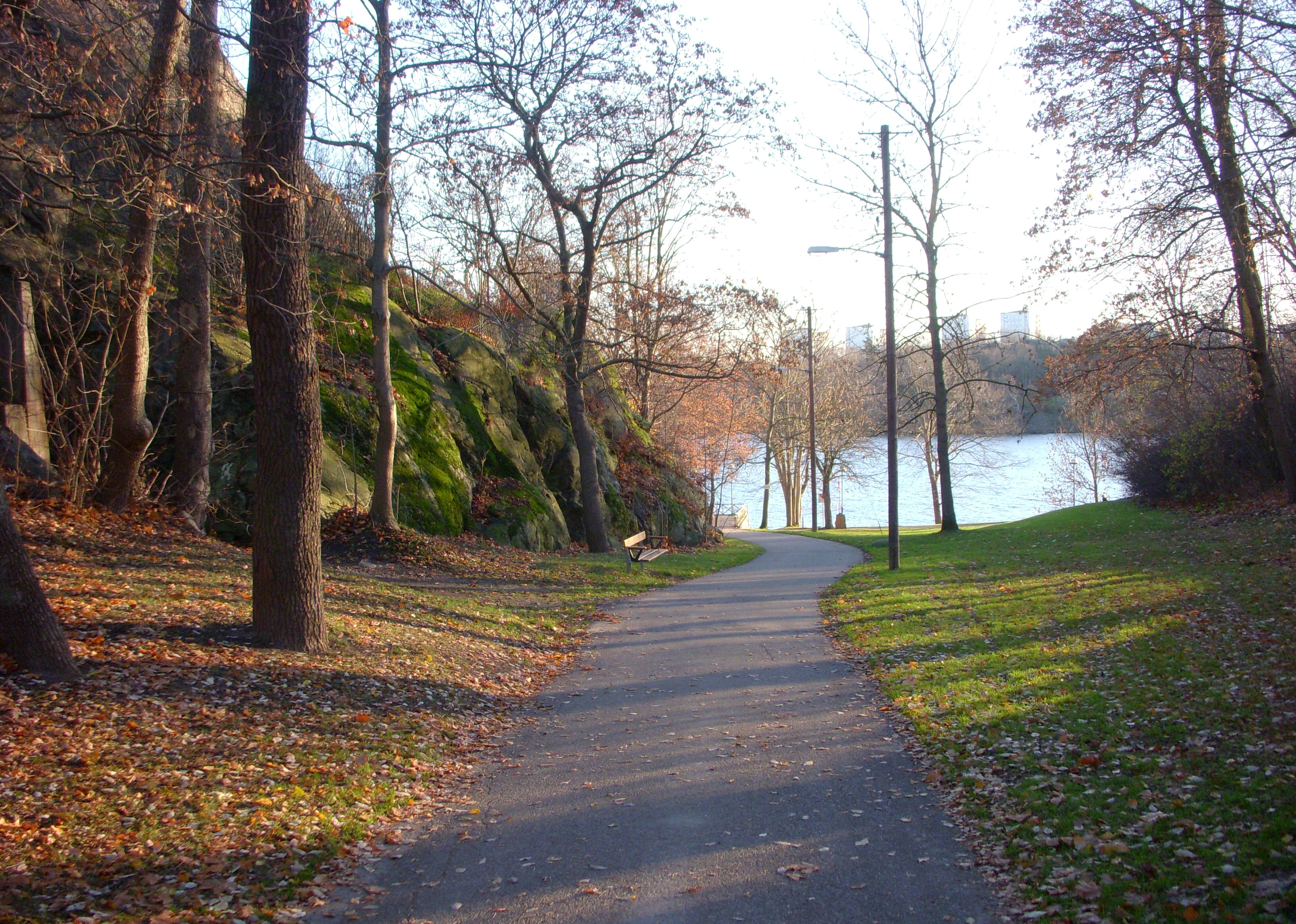
Mariebergsparken, vy mot syd.

Mariebergsparken är en park på Kungsholmen i Stockholm. Parken ligger i Mariebergsområdet strax väster om Västerbron och Smedsudden. Den fick sitt namn 1938. Den 30 maj 2022 ändrade Stockholms stadsbyggnadsnämnd namnet på en del av parken till Fria Ukrainas plats efter Rysslands invasion av Ukraina 2022.

## Beskrivning
Mariebergsparken sträcker sig i en dalgång från Gjörwellsgatan i norr till Mariebergsfjärdens strand i syd, förbi Triewalds malmgård och slutar vid Smedsuddsbadet. Parken omges i öst och väst av höga kullar. I öst ligger Fyrverkarbacken, med de stora bostadshusen Bacon-Hill och Erlanderhuset som uppfördes på 1960-talet. I väst gränser parken till byggnaden för Rysslands ambassad i Stockholm. Där har parken det inofficiella namnet “Ambassadparken”. 
Kring området fanns tidigare Mariebergs porslinsfabrik samt militärområdet Marieberg med bland annat Högre artilleriläroverket, Trängbataljonen, Kungl. Fälttelegrafkåren, Signalregementet och en ammunitionsfabrik. Om hela denna omfattande och numera nedlagda verksamhet påminner Mariebergsstenen som står i norra delen av parken.
I den branta sluttningen mot norr finns Linnés päronträd. Det är ett fortfarande levande päronträd som Carl von Linné beskrev 1755 i sin Flora Suecica. Där står bland annat: "växer nära Stockholm på den berömda fysikern och mekanikern Mårten Triewalds egendom Marieberg". 

## Symbolik
I och med Rysslands invasion av Ukraina i februari 2022 lades förslag fram för att byta namn på Gjörwellsgatan där Rysslands ambassad ligger för att för att markera mot Ryssland och visa solidaritet med Ukraina.  Stockholms stads namnberedning avrådde däremot förslaget och föreslog istället att en del av den intilliggande Mariebergsparken istället skulle byta namn.
Den 30 maj 2022 invigde Stockholms stadsbyggnadsnämnd den del av parken som bytt namn till Fria Ukrainas plats.
Även den närliggande busshållplatsen vid Fyrverkarbacken bytte i juni 2023 namn till Fria Ukrainas plats.

## Bilder

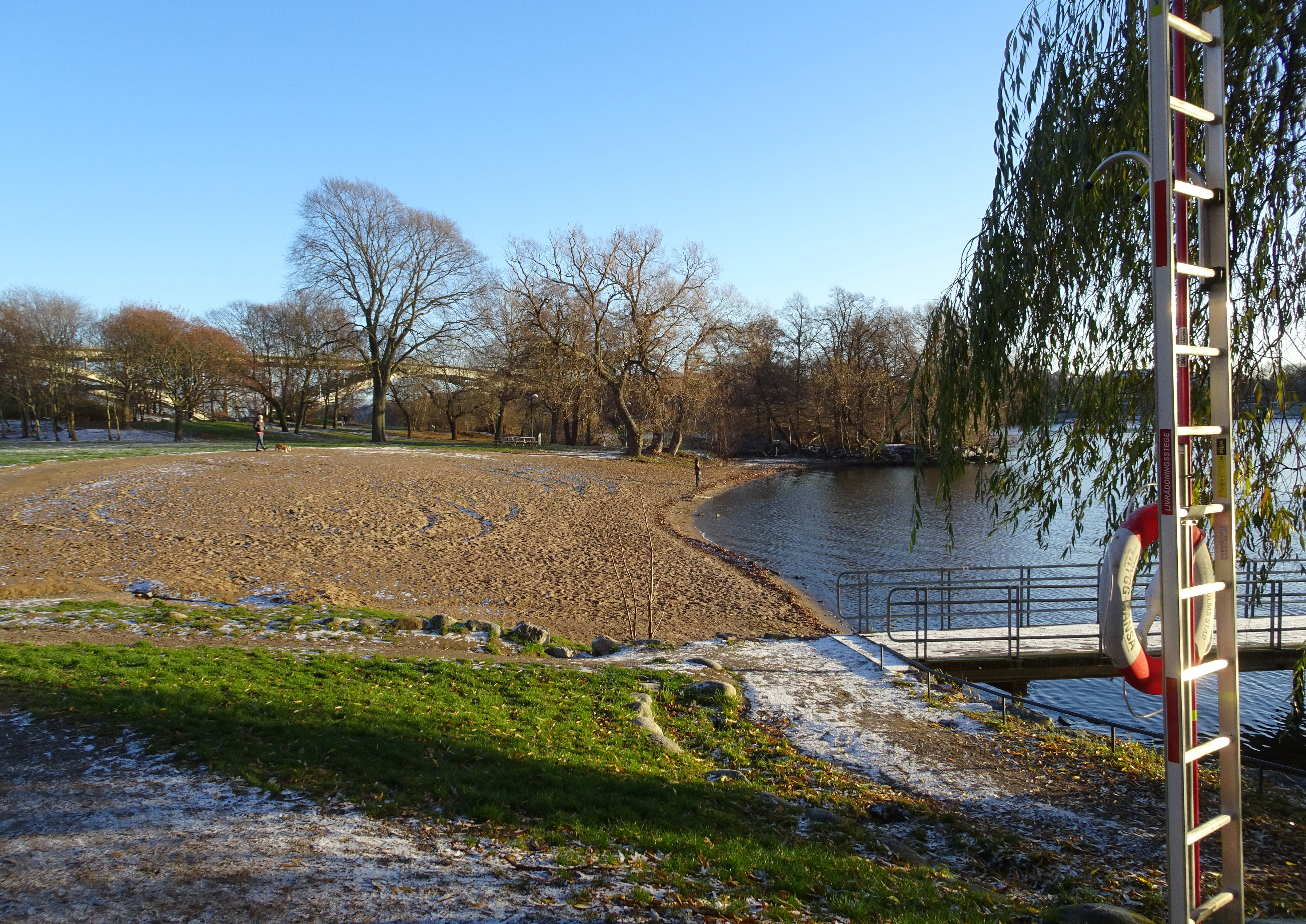
Smedsuddsbadet.
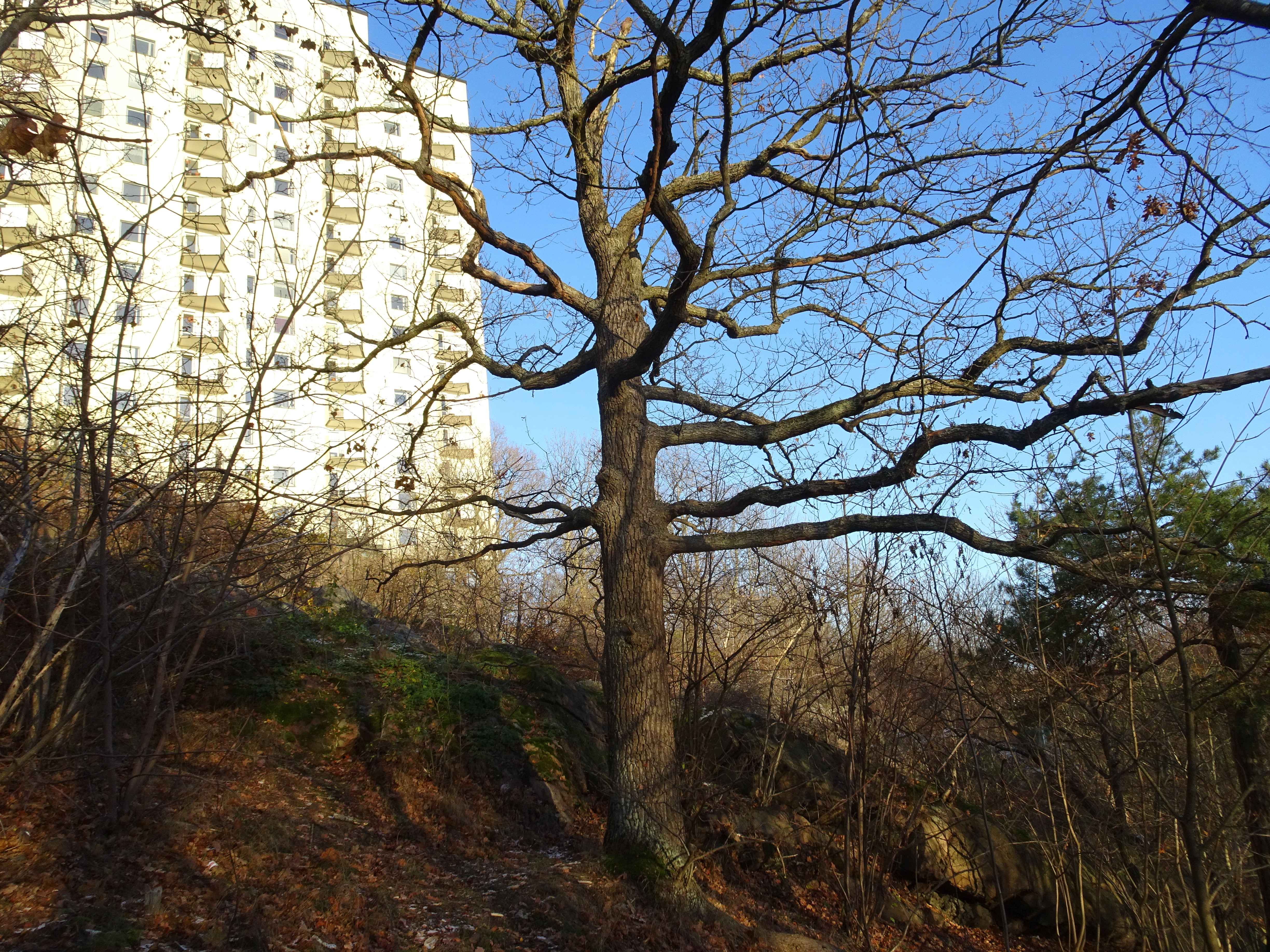
Linnés päronträd.
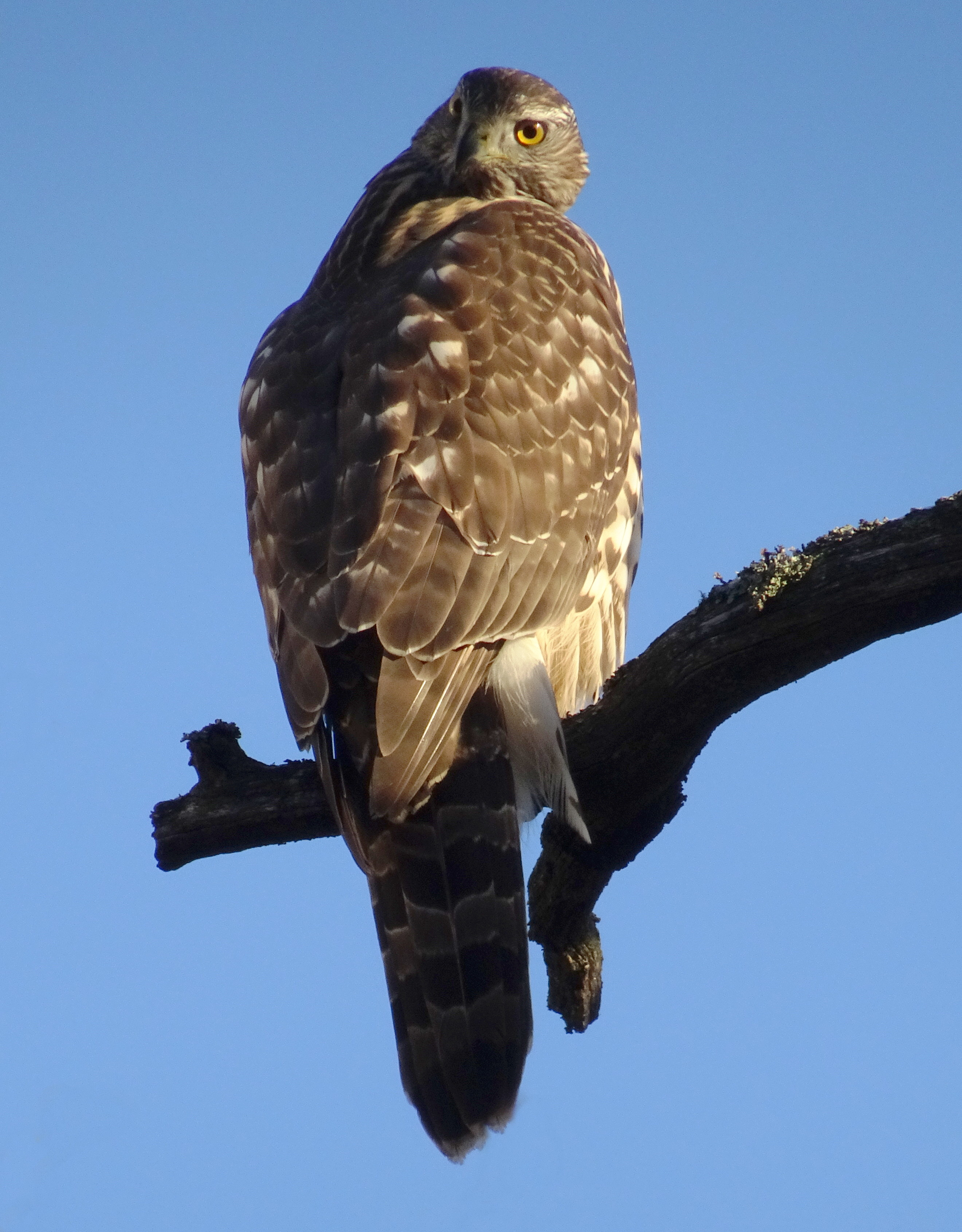
En ormvråk i parken.
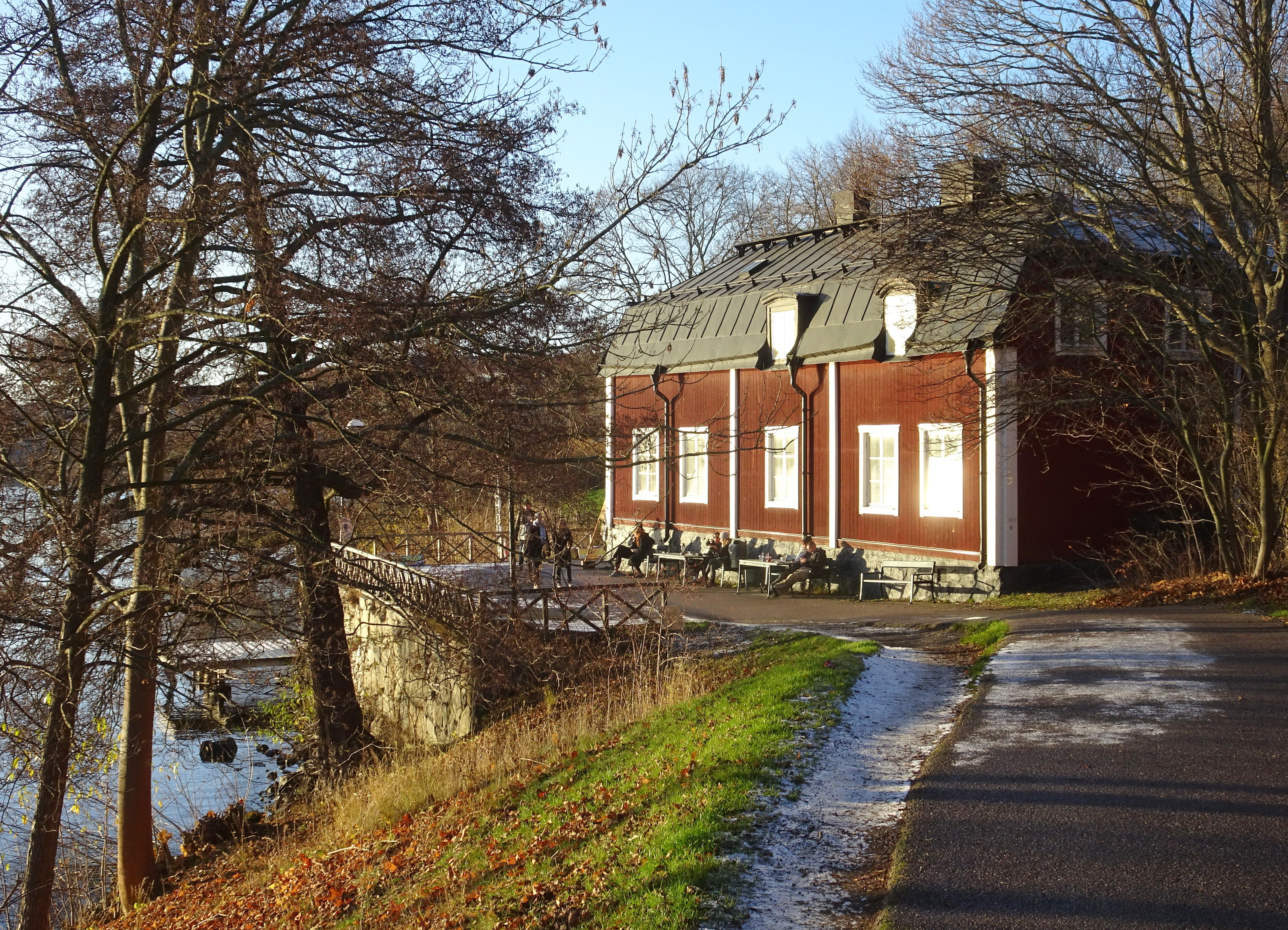
Triewalds malmgård.
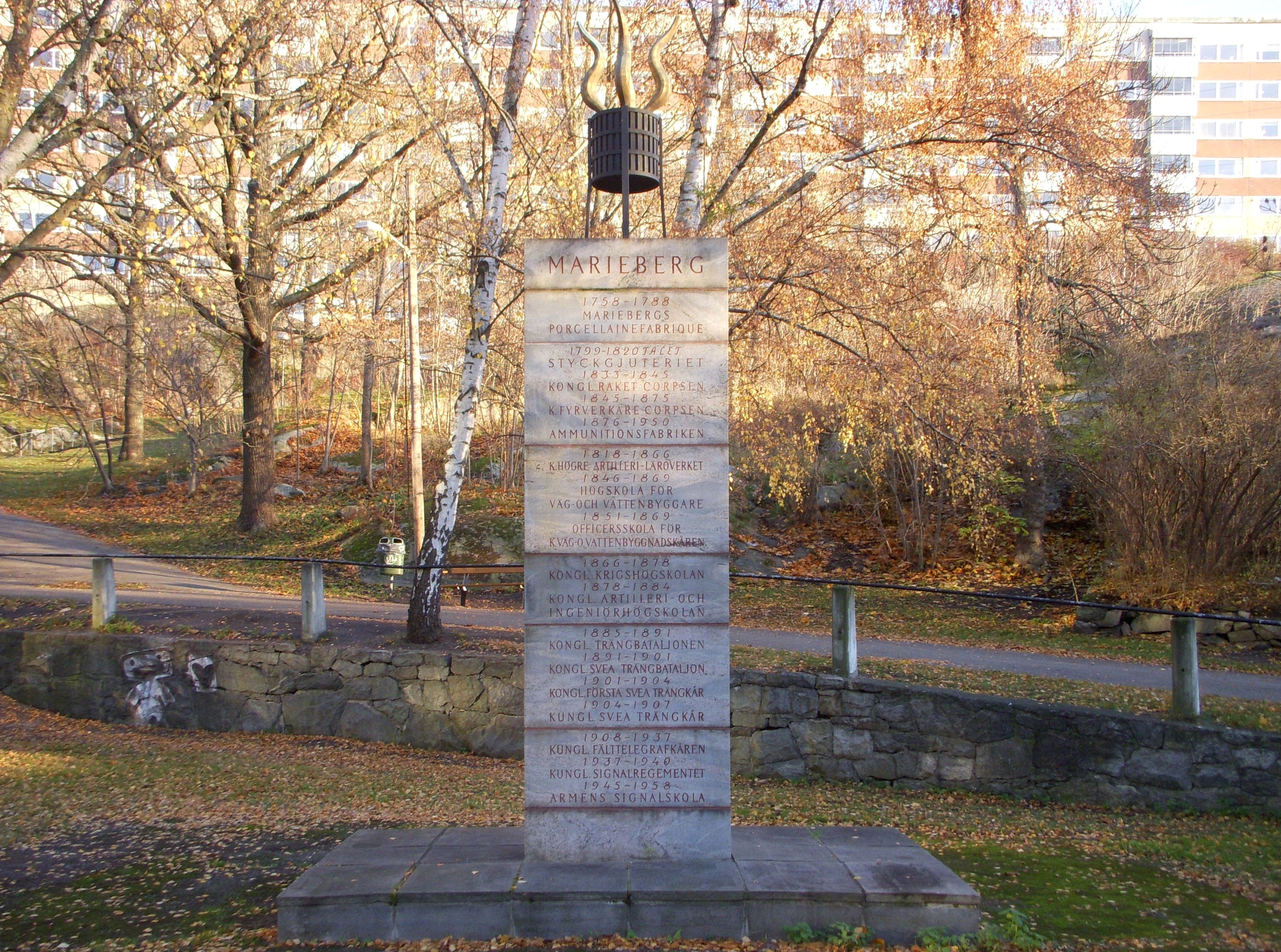
Mariebergsstenen.
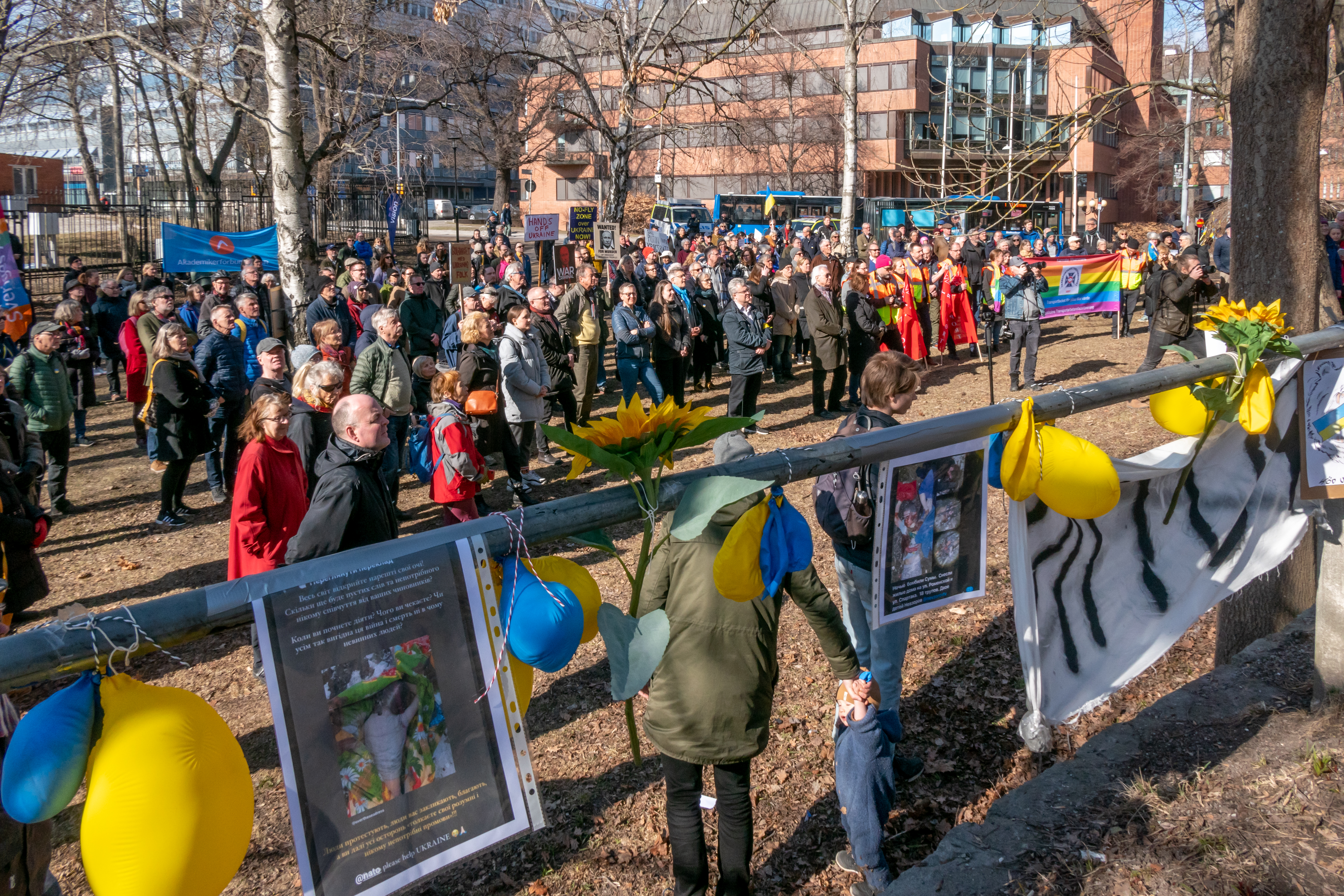
Veckodemonstrationen Stoppa Putins krig mot Ukraina! på Fria Ukrainas plats i Mariebergsparken 2022.